# Toddalia
Toddalia là một chi thực vật gồm 36 loài trong họ Rutaceae. 

## Các loài
- Toddalia aculeata
- Toddalia ambigua
- Toddalia angolensis
- Toddalia angustifolia
- Toddalia asiatica
- Toddalia bilocularis